# ダニエル・ベルヌーイ
ダニエル・ベルヌーイ（独: Daniel Bernoulli、1700年2月8日 - 1782年3月17日）は、スイスの数学者・物理学者。

## 生涯
スイス・バーゼル出身の数学者・物理学者である父のヨハン・ベルヌーイが、オランダ・フローニンゲン大学在任中に、同地で生まれた。
3人兄弟の2番目で、兄ニコラウス2世、弟ヨハン2世も後、数学者・物理学者となった。ダニエルが5歳のとき、バーゼル大学にいた伯父の数学者ヤコブ・ベルヌーイが死去し、父ヨハンがその後任となり、家族でバーゼルへ帰って来た。
ダニエルはベルヌーイ家の中では最も才能があり有望であった。そのためか彼と父との関係には緊張が絶えなかった。ヨハンは当初ダニエルを実業家にしようとしたが、ダニエルは数学・物理学に強い関心を持ち、13歳でバーゼル大学へ入り、15歳で学士試験に受かり、16歳で修士号を取得した。
しかし、ヨハンの反対で数学の道へ進むことができず、ハイデルベルク、シュトラスブルク、バーゼルで医学を学んで、1721年に、エネルギー保存則を応用した呼吸のメカニズムについて博士論文をまとめた。
ダニエルはバーゼル大学ではポストが得られず、医学の実務的な研修のためにヴェネツィアへ移った。ヴェネツィアでは、1724年に最初の著作「数学演習」をクリスティアン・ゴルトバハの協力を得て出版し、また航海用の砂時計を設計した。その航海用砂時計は、1725年にパリ・アカデミー賞を受賞した。
これらの実績をもとに、ダニエルは兄ニコラウス2世とともに、ロシア・サンクトペテルブルク科学アカデミーの数学のポストを得て、1725年からロシアのサンクトペテルブルクへ移ったが、兄はその8ヵ月後に死去した。
その後1727年に、父ヨハンの手配でヨハンの弟子であった同郷のレオンハルト・オイラーが同科学アカデミーへ移り、1733年まで助け合いながら生産的な研究を行った。
この間のダニエルの研究は、カテナリ（懸垂）曲線、弦の振動、経済理論への確率の応用、および著書流体力学執筆（後年に出版）等々であった。ダニエルは1733年にサンクトペテルブルクを去り、翌1734年に植物学のポストを得て故郷のバーゼル大学へ帰った。
その一方、オイラーはサンクトペテルブルク（一時期にベルリン）に留まったが、両者は終生親しく交流を続けた。
1734年にダニエルはパリ・アカデミー大賞に応募したところ、父ヨハンと同時受賞となった。息子と同等と評価されたことにヨハンは強く立腹し、これを機に父との関係が一層悪化し、ダニエルは父によってベルヌーイ家への出入りを禁止された。
ダニエルはサンクトペテルスブルクでの草稿をもとに、1738年に『Hydrodynamica』（『流体力学』）を出版した。それに対して、父ヨハンはその内容を盗用して、翌1739年に『Hydraulica』と表題を変え、発行年を1732年と偽って出版した。そのため、ダニエルの関係改善の努力もむなしく、父は死ぬまで一方的に息子を逆恨みしていた。
ダニエルはバーゼル大学で植物学、生理学を教えていたが、1750年から念願の物理学のポストを得て、1766年まで16年間物理学を教えた。この間の研究対象は天文学や海洋学に広がり、パリ・アカデミー大賞の受賞も10回に及んだ。
ダニエルの力学への貢献の特徴は、ニュートン理論とライプニッツの微積分法を組み合わせて、運動方程式のエネルギー積分（エネルギー保存則）を強力に活用したことにある。特に、海洋・船舶への応用を含めた流体力学に大きく貢献した。

## 業績

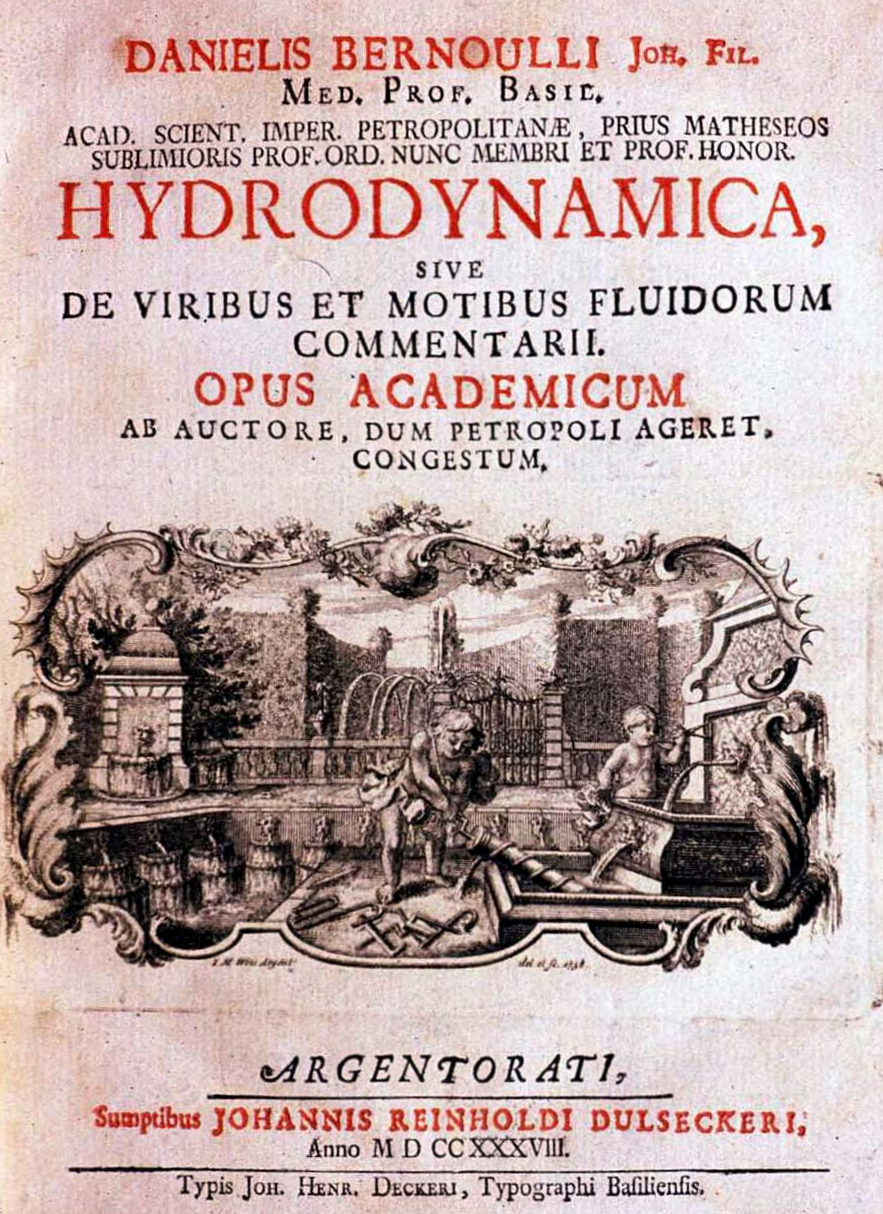
Hydrodynamica(1738)の標題紙

初期の数学上の業績は、リッカチによって提出された微分方程式の解決法をふくんだ Exercitationes （英：Mathematical Exercises, 1724年）であった。
1738年に出版された最も重要な著書は、Hydrodynamica （『流体力学』）である。すべての結果が一つの原則（この場合はエネルギー保存の法則）に結びついていくところなどは、ラグランジュの Mechanique Analytique （『解析力学』）に似ている。「空気や水の流れがはやくなると、そのはやくなった部分は圧力が低くなる。はやく流れるほど圧力は下がる。」というベルヌーイの定理は、流線や渦線に沿ってベルヌーイ関数が保存されるという形に友人のオイラーが洗練して今日の流体力学の基礎を築いた。
潮汐に関する彼の論文は、オイラーとマクローリンとによる論文と合同でアカデミー・フランセーズに表彰された。3人の論文は、ニュートンの『プリンキピア』出版とラプラスの業績までの間に、この主題について論議されたすべての問題を含んでいる。
また、ベルヌーイは弦の振動に関して微分方程式の解を三角関数で展開する方法で、振動弦の式を求めた。彼は気体運動論の先駆者であり、ボイルとマリオットの名がついた法則を解釈した。反動によって船舶を推進させる着想もある。

### リスクの測定に関する新しい理論
自然科学の分野以外で特記すべきは、経済理論へのベルヌーイの先駆的な貢献である。1738年に、「リスクの測定に関する新しい理論」というラテン語で書かれた論文が、学術雑誌『ペテルブルク帝国アカデミー論集』に掲載された。
1. 歪みのないコインを表が出るまで投げ続ける、というゲームを想定する。表が初めて出るときが第1回目なら2ルーブリ、第2回目ならば4ルーブリ、第3回目ならば8ルーブリ…というふうに賞金は幾何級数的に増大する、と仮定せよ。ただし、ゲーム参加料は100万ルーブリである。果たしてこのゲームに参加することで、利益を得られると期待できるだろうか。ここで、通常の感覚ならば、ゲームには参加しないだろう。しかし、利得の期待値は無限大となり、参加料の100万ルーブリを上回る。したがって「ゲームに参加すべし」という結論が出てしまう。これをサンクトペテルブルクの逆説と呼ぶ。
2. ベルヌーイはこのパラドックスを、「ごくわずかな富の増加から得られる満足度（効用）はそれまで保有していた財の数量に反比例する」という、現在では〈限界効用逓減の法則〉と呼ばれる論理で解決した。その発想は、同じ1ルーブリ獲得といっても、所得がゼロの状態からの獲得と、所得10ルーブリからのそれでは、その効用（価値）は同じではない、という点から始まる。上述のコイン投げゲームにおいて、人が「利益」として勘定に入れるべきなのは、各賞金額の期待値を総計することではなくて、各賞金額から得られる「効用」の期待値を総計することである。すると、もし限界効用の低下が著しい場合には、ゲーム参加の期待効用の総量が有限値となり、参加料から獲得可能な効用量を下回るだろう。

かかった費用ではなく限界効用に重きをおくこの考え方は、100年以上たってジェヴォンズによってベルヌーイとは別に確立された。期待効用理論が完全に復権するのは、200年後に出版された数学者フォン・ノイマンと経済学者モルゲンシュテルンの大著『ゲーム理論と経済行動』(1944年)においてである。